# Santa Gertrudes (São Paulo)
Santa Gertrudes es un municipio brasileño del estado de São Paulo. Se localiza a una latitud 22º27'24" sur y a una longitud 47º31'49" oeste, estando a una altitud de 595 metros. Su población, en el censo de 2010, era de 21.644 habitantes. 

## Historia
Tuvo su origen en la parcela de tierra denominada Naranja Azeda que perteneció a la parcela de la Colina Azul y que fue adquirida el 18 de junio de 1821 por el brigadier Manuel Rodrigues Jordão y su esposa Gertrudes Galvão de Oliveira Lacerda, progenitores del Barón de São João de Río Claro: Amador Rodrigues de Lacerda Jordão. 
El 24 de diciembre de 1948 el distrito se emancipó de Río Claro y pasó a denominarse municipio de Santa Gertrudes. 

## Religión
El Cristianismo está presente en la ciudad de la siguiente manera:

### Iglesia Católica
La iglesia católica del municipio forma parte de la Diócesis de Piracicaba.

### Iglesia Protestante
En la ciudad están presentes las más diversas creencias evangélicas, principalmente pentecostales, incluidas las Asambleas de Dios de Brasil (la iglesia evangélica más grande del país), Congregación Cristiana, entre otras. Estas denominaciones están creciendo cada vez más en todo Brasil.